# Радіння
Радіння — форма колективного богослужіння у деяких напрямків духовних християн (хлисти, скопці, молокани-плигуни та ін.), що характеризується виконанням емоційних співів і ритуальних танців, як правило, пов'язаних з круговим рухом, з метою приведення учасників в екстатичний стан.
Крім застосування щодо згаданих християнських течій, термін «радіння» використовується в релігієзнавчій літературі стосовно близьких за змістом ритуалів у інших релігійних конфесіях, зокрема, до ритуалу сама в суфізмі.
Зазвичай «радіння» організовувалися в ніч напередодні деяких свят православної церкви, а також дат, що відзначаються прихильниками відповідного релігійного спрямування (у скопців — день покарання К. Селіванова 15 вересня, у хлистів — знаменні дні з життя їх засновників І. Суслова і Д. Філіппова). Збори організовувалися в особливих приміщеннях, що іменувалися «Сіонські світлиці», «Єрусалим», «дім Давида».